# Trévières
Trévières je naselje in občina v severozahodnem francoskem departmaju Calvados regije Spodnje Normandije. Leta 2006 je naselje imelo 947 prebivalcev.

## Geografija
Kraj se nahaja v pokrajini Bessin (Normandija) ob reki Aure, 15 km severozahodno od Bayeuxa.

## Uprava
Trévières je sedež istoimenskega kantona, v katerega so poleg njegove vključene še občine Aignerville, Bernesq, Blay, Le Breuil-en-Bessin, Bricqueville, Colleville-sur-Mer, Colombières, Crouay, Écrammeville, Étréham, Formigny, Louvières, Maisons, Mandeville-en-Bessin, Mosles, Rubercy, Russy, Sainte-Honorine-des-Pertes, Saint-Laurent-sur-Mer, Saon, Saonnet, Surrain, Tour-en-Bessin in Vierville-sur-Mer s 7.082 prebivalci.
Kanton Trévières je sestavni del okrožja Bayeux.

## Zanimivosti
- lokalna cerkev z vitražem v spomin na častnike in vojake ameriške 95-e pehotne divizije,
- spomenik padlim v prvi svetovni vojni Plaque de la Libération.

## Osebnosti
- Octave Mirbeau, francoski pisatelj (1848-1917);

1. ↑  »Populations légales 2016«. Nacionalni inštitut za statistične in gospodarske raziskave. Pridobljeno 25. aprila 2019.